# خسوف القمر أغسطس 2007
| الخسوف الكلي للقمر 28 أغسطس 2007                                            | الخسوف الكلي للقمر 28 أغسطس 2007 |
| --------------------------------------------------------------------------- | -------------------------------- |
| تمت مشاهدته من Wollongong، أستراليا الساعة 9:48 UTC، قبل وقت قصير من الكلية |                                  |
| مسار القمر عبر الظل الجنوبي للأرض.                                          |                                  |
| سلسلة (وعضو)                                                                | 128 (40 من 71)                   |
| جاما                                                                        | -0.2145                          |
| ضخامة                                                                       | -1.481                           |
| المدة (hr: mn: sc)                                                          |                                  |
| الكلية                                                                      | 1:30:01                          |
| جزئي                                                                        | 3:32:12                          |
| Penumbral                                                                   | 5:27:17                          |
| جهات الاتصال ( UTC )                                                        |                                  |
| P1                                                                          | 7:53:40                          |
| U1                                                                          | 8:51:16                          |
| U2                                                                          | 9:52:21                          |
| أعظم                                                                        | 10:37:21                         |
| U3                                                                          | 11:22:22                         |
| U4                                                                          | 12:23:28                         |
| ص 4                                                                         | 13:20:57                         |
| حركة القمر بالساعة عبر ظل الأرض في كوكبة الدلو                              |                                  |

حدث خسوف كلي للقمر في 28 أغسطس 2007، واستمر ما يزيد قليلاً عن 90 دقيقة. دخل القمر إلى شبه ظل الأرض في الساعة 7:53:40 بالتوقيت العالمي. وبدأت المرحلة الأولى جزئية بشكل جدي في 08:51:16 UTC عندما دخل القمر للأرض الظل. خرجت من شبه الظل في الساعة 13:20:57 بالتوقيت العالمي.
إنه خسوف مركزي نادر نسبيًا حيث يمر القمر أمام مركز ظل الأرض. وكان هذا «أطول وأعمق خسوف للقمر شوهد خلال 7 سنوات». في الخسوف الكلي للقمر في 16 يوليو 2000، مر القمر في غضون دقيقتين قوسيتين من مركز ظل الأرض. بالمقارنة، كان هذا الكسوف الذي لا يزال عميقًا للغاية بعيدًا عن المركز بأكثر من 12 دقيقة من القوس. كان الخسوف الكلي التالي للقمر لمدة أطول في 15 يونيو 2011.
كان خسوف القمر هو الثاني في عام 2007. حدث الأول في 3 مارس 2007.

## المعاينة

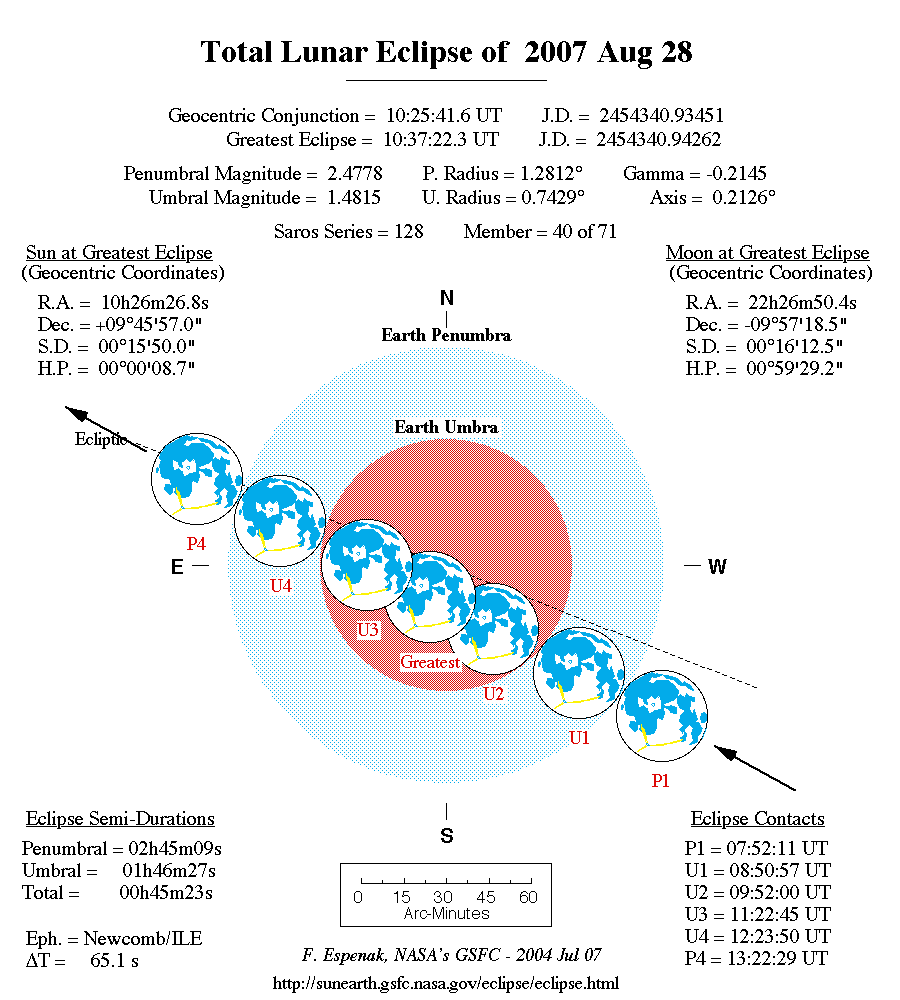
مخطط ناسا للكسوف

يُفضل المشاهدة من أوقيانوسيا للكسوف، لأنه في لحظة حدوث أكبر كسوف (10:37:22 بالتوقيت العالمي)، كان القمر في أوج بولينيزيا الفرنسية. شهدت مناطق المحيط الهادئ في كندا والولايات المتحدة القارية (بما في ذلك كل ألاسكا ) الحدث بأكمله، جنبًا إلى جنب مع معظم مناطق شرق أستراليا ونيوزيلندا وجميع مناطق جزر المحيط الهادئ (باستثناء غينيا الجديدة )، وطرف شبه جزيرة تشوكشي التي تشمل بلدة أولين بروسيا. لاحظت غالبية الأمريكتين خسوفًا مختصرًا، مع حدوث غروب القمر في وقت ما أثناء الكسوف. فقدت سيبيريا، وأقصى شرق روسيا، وشرق جنوب آسيا، والصين، وبقية شرق وجنوب شرق آسيا، وغينيا الجديدة، وبقية أستراليا بداية الخسوف، لأن الكسوف حدث عند طلوع القمر في تلك المناطق أو بالقرب منه.
فقدت مدينة لوزون (باستثناء فيساياس ومينداناو ) في الفلبين، ولا سيما مترو مانيلا، الخسوف النادر تمامًا، بسبب السحب في المنطقة بسبب موسم الأمطار، الذي أحزن العديد من مراقبي الكسوف في المنطقة، لكن الكسوف شوهد من قبل هواة آخرين علماء الفلك في أجزاء أخرى من البلاد كما شوهد خسوف القمر في سماء صافية. كما غاب الخسوف في غينيا الجديدة، وخاصة بورت مورسبي بسبب السحب. غرينلاند وأوروبا (بما في ذلك غرب روسيا ) وأفريقيا وغرب آسيا وغرب آسيا الوسطى وغرب جنوب آسيا غاب عنها الكسوف تمامًا.
| تُظهر هذه الصورة المحاكية للأرض من مركز القمر أثناء خسوف القمر مكان الخسوف المرئي على الأرض. |

## علاقتها بخسوف القمر الأخرى

### كسوف عام 2007
- خسوف كلي للقمر في 3 مارس.
- كسوف جزئي للشمس في 19 مارس.
- خسوف كلي للقمر في 28 أغسطس.
- كسوف جزئي للشمس في 11 سبتمبر.

كان هذا الخسوف عند العقدة الصاعدة للقمر هو الثاني من خسوفين للقمر يحدثان في عام 2007. كان الأول عند العقدة الهابطة في 3 مارس 2007.

### سلسلة ساروس
يحتوي القمر ساروس 128 على 15 خسوفًا إجماليًا للقمر بين 1845 و2097 (في الأعوام 1845 و1867 و1881 و1899 و1917 و1935 و1953 و1971 و1989 و2007 و2025 و2043 و2061 و2079 و2097). يتداخل سلسلة ساروس 135 مع هذا القمر مع حدث يحدث كل 9 سنوات 5 أيام بالتناوب بين كل سلسلة ساروس.

### دورة نصف ساروس
سوف يسبق خسوف القمر خسوف الشمس ويتبعه 9 سنوات و 5.5 أيام ( نصف ساروس ). يرتبط خسوف القمر هذا بخسوفين حلقيين للشمس من سولار ساروس 135.

## معرض الصور
| من ساحل ولاية أوريغون.    | من سويفت كريك، أستراليا. (بفاصل زمني 3 دقائق) |
| من بيكرسفيلد، كاليفورنيا. | من سويفت كريك، أستراليا. (بفاصل زمني 3 دقائق) |

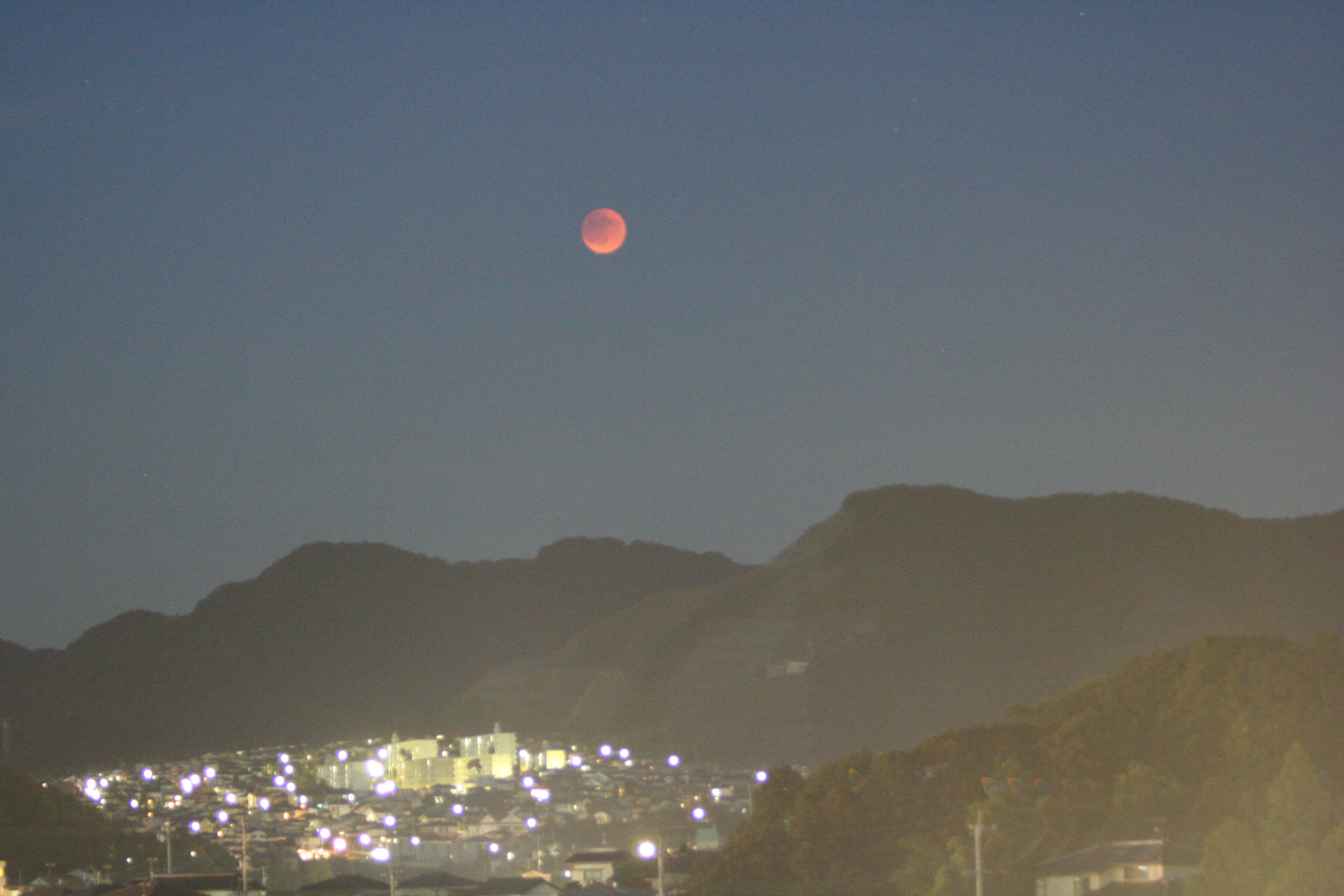
من ناغايو ، الساعة 10:33 بالتوقيت العالمي المنسق.
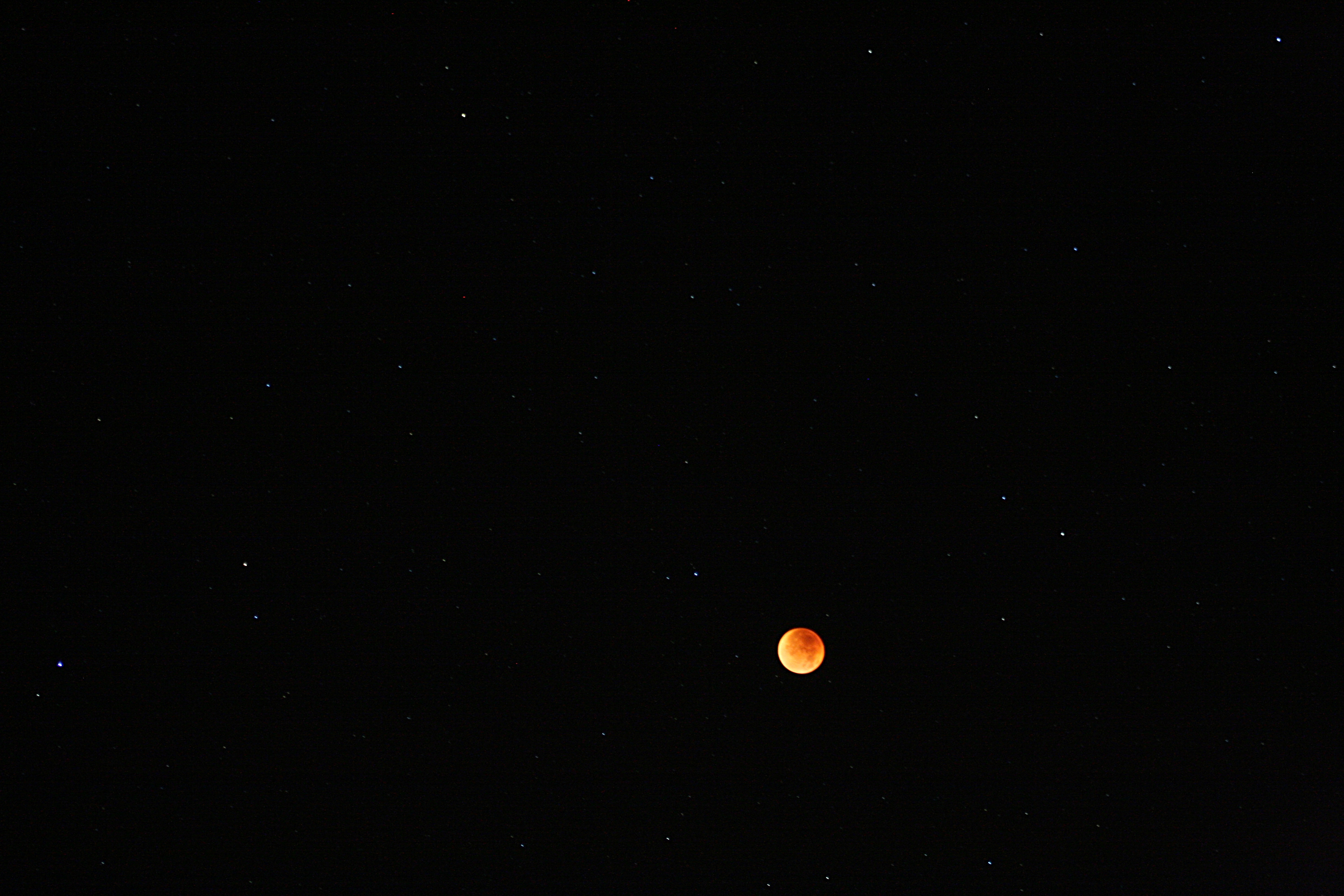
تُظهر الزاوية الأوسع النجوم حول القمر.
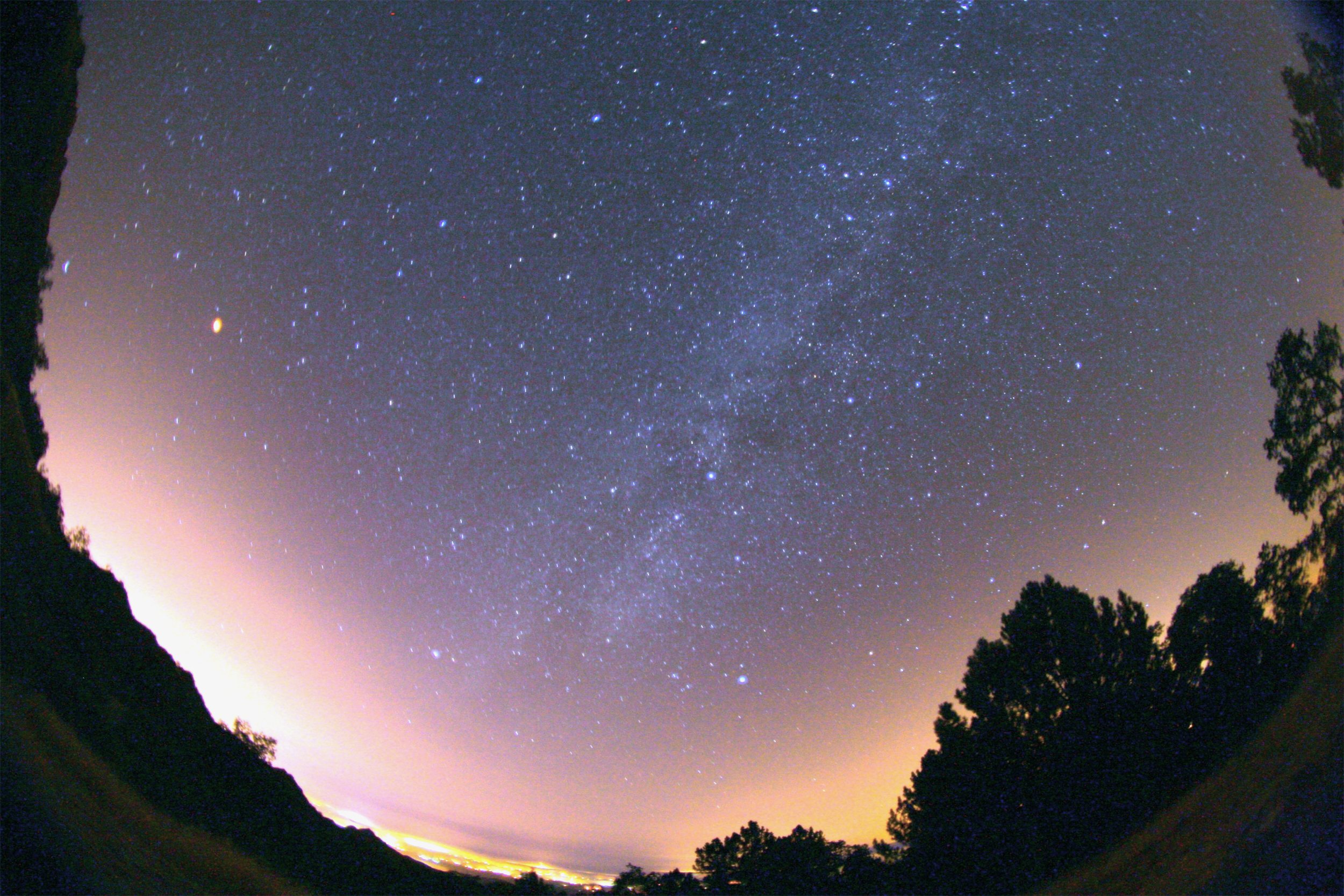
يُظهر منظر السماء الكامل (القمر على اليسار) درب التبانة (عبر المركز) ، والتي عادة ما تكون غير مرئية تحت القمر الكامل.
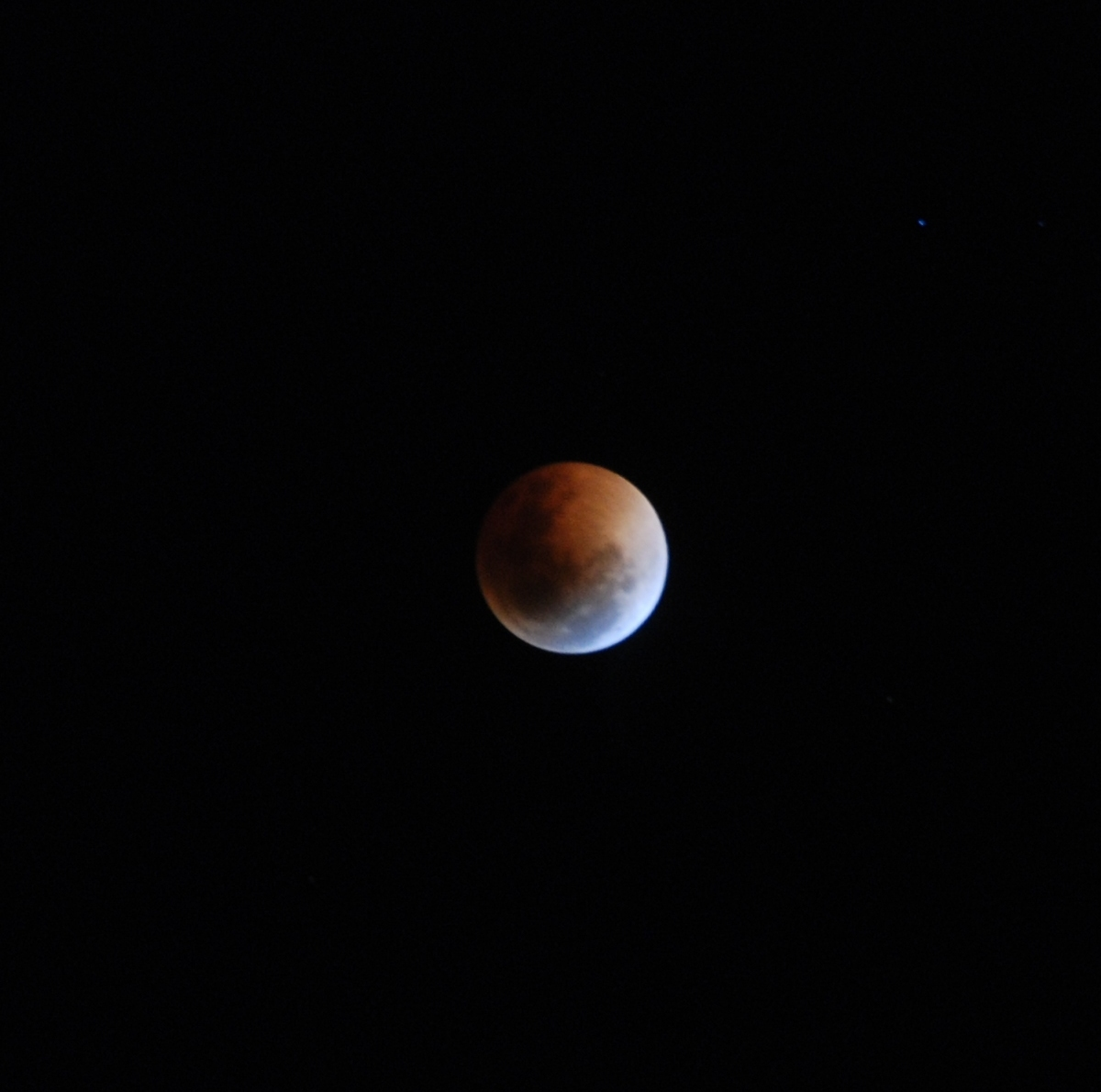
من ملبورن .

## روابط خارجية
- ناسا، كسوف عام 2007
  - سلسلة ناسا ساروس 128
- خسوف الناسك: الخسوف الكلي للقمر: 28 أغسطس 2007
- مجلة علم الفلك: 23 أغسطس 2007 كسوف كلي مركزي
- الصور
  - APOD: 30 أغسطس 2007
  - معرض خسوف القمر: 28 أغسطس 07
  - فيديو الكسوف
  - http://www.starrynightphotos.com/moon/lunar_eclipse_august_2007.htm
  - https://web.archive.org/web/20100114175256/http://echeng.com/journal/images/misc/echeng-full-lunar-eclipse.jpg